# Paul Röhrbein
Paul Oskar Röhrbein (* 27. November 1890 in Charlottenburg; † 1. Juli 1934 im KZ Dachau) war ein deutscher paramilitärischer Aktivist. Er wurde vor allem bekannt durch seine Tätigkeit in der rechtsradikalen Organisation Frontbann in den 1920er Jahren sowie durch sein Wirken in der Umgebung von Ernst Röhm.

## Leben und Wirken

### Jugend und Erster Weltkrieg
Röhrbein wurde als Sohn des Eisenbahnbetriebsleiter a. D. Carl Oscar Adalbert August Röhrbein und dessen Frau Marie Luise Heyde geboren. Nach dem Schulbesuch schlug er eine Karriere in der preußischen Armee ein, in der er es bis zum Hauptmann brachte. Nach dem Ersten Weltkrieg schied er aus dem Militärdienst aus. Über seinen Werdegang in den folgenden Jahren ist so gut wie nichts bekannt.

### Weimarer Republik
Mitte der 1920er Jahre übernahm Röhrbein Führungsaufgaben in der von Ernst Röhm gegründeten rechtsradikalen Kampforganisation Frontbann. Namentlich wurde ihm von Röhm – zu dem er auch homosexuelle Beziehungen unterhalten haben soll – die Leitung des sogenannten „Frontbann-Nord“, der Berliner Sektion der Organisation, übertragen. Gleichzeitig stand Röhrbein in dem Ruf, der „offizielle Vertreter Ludendorffs in Berlin“ zu sein. Die Mitglieder des Frontbann Nord gewann Röhrbein aus der deutschen Turnerschaft, dem Bund Wiking, der Schwarzen Reichswehr und dem Grenzschutz. Als seinen Adjutanten wählte er den jungen Karl Ernst, den späteren Chef der SA in Berlin-Brandenburg aus. Ernst, dem ebenfalls homosexuelle Beziehungen zu Röhrbein nachgesagt wurden, brachte dies den Spitznamen „Frau Röhrbein“ bzw. „Frau von Röhrbein“ ein.
In der ersten Auflage seiner Lebenserinnerungen Geschichte eines Hochverräters von 1928 rühmte Röhm Röhrbein als „das Muster eines deutschen Offiziers und treuen Kameraden“. Des Weiteren erklärte Röhm, Röhrbein sei „einer der besten und unerschrockensten Kämpfer für Hitler genannt worden“ und dass es „ohne die Energie Röhrbeins“ der SA „niemals gelungen [wäre,] Berlin zu erobern.“ In der zweiten Auflage des Buches von 1933 fehlen die Ausführungen bei Röhm.
Über Röhrbeins Beziehungen zu Hitler ist wenig bekannt: Eine linke Publikation berichtete zwar, dass in Berliner Homosexuellenlokalen wie dem Kleist-Kasino, der Internationalen Diele und der Silhouette, in denen Röhrbein damals Stammgast war, „jeder Strichjunge“ von den (angeblichen) „lebhaften Beziehungen des Freundes Röhrbein über Röhm zu Hitler“ spreche. Hierbei handelt es sich allerdings nur um Hörensagen, das auf übertriebenen Angaben Röhrbeins beruht haben kann.
In die SA wurde Röhrbein Waldemar Geyer zufolge nicht mehr (oder allenfalls in einen niederen Rang) aufgenommen, da Hitler ihn zwar als „Mensch und Soldat“ anerkannt, ihn zugleich aber für die NS-Bewegung als nicht tragbar erachtet habe. Nachdem Ernst Röhm Anfang 1931 das Amt des Stabschefs der SA übernommen hatte, gehörte Röhrbein dennoch zeitweise zum engeren Kreis um seinen alten Freund: Zusammen mit Karl Ernst und Edmund Heines galt er als Keimzelle der sogenannten „Homosexuellenriege“ in der SA-Führung. Röhrbeins Ende 1930 gehegte Hoffnung, nach Ernennung seines Freundes Röhm zum Stabschef zum Obersten SA-Führer im Bereich um Berlin (Osaf Ost) ernannt zu werden, erfüllte sich dagegen ebenso wenig wie Ambitionen auf den Posten des Leiters der Münchener SA-Führerschule oder des Verbindungsmanns Röhms nach Österreich.
Aufsehen erregte ein Vorfall vom 27. Juni 1931, als Anhänger der Stennes-Gruppe in der SA – die sich gegen Röhm, Röhrbein und den Rest der „Homosexuellen-Clique“ richteten – Karl Ernst und Röhrbein in dem Lokal Halenseer Hütte am Kronprinzendamm überraschten: Sie umstellten das Lokal, sodass Ernst den Sturm 12 telefonisch alarmieren musste, um ihn und Röhrbein, die von den Belagerern als „schwule Säue“ bezeichnet wurden, zu retten. Die Beziehungen zu Ernst scheinen weiter angedauert zu haben: Ende 1932 wurde Karl Ernst von einem ehemaligen SA-Führer namens Fischer bei Hitler wegen seiner homosexuellen Beziehungen zu Röhrbein denunziert.

### Zeit des Nationalsozialismus und Tod (1933–1934)
Am 5. Juli 1933 wurde Röhrbein während eines Aufenthaltes in München in Schutzhaft genommen. Die Gründe für seine Inhaftierung sind nicht mit Gewissheit geklärt.
In der Literatur taucht in diesem Zusammenhang häufig die unbelegte Behauptung auf, Röhrbein habe mit dem Reichstagsbrand vom Februar 1933 zu tun gehabt, sei womöglich sogar Mitglied eines Trupps gewesen, der durch einen unterirdischen Tunnel in das Reichstagsgebäude eingedrungen sei und diesen angesteckt habe. Daneben wurde auch der Verdacht geäußert, Röhrbein habe am 7. Mai 1933 als Anführer eines SA-Rollkommandos den DNVP-Politiker Ernst Oberfohren ermordet, der über die Nationalsozialisten belastendes Material zum Reichstagsbrand gesammelt haben soll, und die Tat anschließend als Selbstmord getarnt. Diese Behauptung geht auf den ehemaligen Chefredakteur der Süddeutschen Sonntagspost, Walter Tschuppik, zurück, der 1934 im Exil in der österreichischen (oder tschechischen) Zeitung Der Morgen erklärte, Röhrbein 1933 im Polizeigefängnis Löwengrube als Mitgefangenen getroffen zu haben. Dabei habe Röhrbein ihm gestanden, Oberfohren im Auftrag Görings umgebracht zu haben.
Soweit rekonstruierbar wurde Röhrbein nach seiner Festnahme zunächst als „Schutzhäftling“ im Berliner Gefängnis Moabit untergebracht und dann in den Arrestbereich der Münchener Polizeidirektion überführt. Von dort wurde er Tschuppik zufolge eine Zeit lang ins KZ Dachau gebracht, nachdem er versucht hatte, Briefe aus der Haft zu schmuggeln, mit denen er Hitler und Karl Ernst über sein Schicksal benachrichtigen wollte. Diese Briefe sollen abgefangen und an Röhm übermittelt worden sein, der sofort die strafweise Überführung Röhrbeins nach Dachau verfügt habe.
Röhrbeins Einlieferung im KZ Dachau ist offiziell im Registraturbuch „Überstellung von Schutzhäftlingen nach KL Dachau, 03.06.–19.08.1933“ (S. 91 und 92) als am 10. August 1933 erfolgt verzeichnet. Sowohl Tschuppik als auch Erwein von Aretin, der 1933 Röhrbeins Zellennachbar im vierten Stock der Münchener Polizeidirektion gewesen sein will, gaben später an, dass Röhrbein in Dachau Tag und Nacht im Dunkelarrest gehalten und am Boden festgekettet wurde. Tschuppik knüpft hieran die Vermutung an, dass Röhm diese Art der Haft in der Hoffnung veranlasst habe, Röhrbein werde die Folter im Dunkelarrest nicht überstehen und Selbstmord verüben, wie es die meisten Häftlinge getan hatten, die ähnlich behandelt worden waren.
Am 13. September 1933 wurde Röhrbein schließlich – angeblich auf Betreiben von Karl Ernst und anderen Berliner Freunden – von Dachau in das Gefängnis Löwengrube und von dort zum Jahresende hin ins Gefängnis Stadelheim gebracht. Aretin erlebte ihn dort als eine „dem Alkohol schwer verfallene Desperado-Natur widerwärtigster Prägung“. Anschließend sei Röhrbein nach Stadelheim gekommen, wo er, Aretin, ihn Anfang 1934 wiedergesehen habe. Als Röhrbein Anfang 1934 erneut nach Dachau gebracht werden sollte, schnitt er sich, im Wissen, was Dachau war, und um seine Überführung zu verhindern, die Pulsadern auf. Nachdem er geheilt werden konnte, wurde er dennoch nach Dachau gebracht. Seine zweite Einlieferung in Dachau ist unter dem 27. Februar 1934 registriert (Nr. 5278). In Dachau wurde Röhrbein im sogenannten „Bunker“ des Lagers, getrennt von den übrigen Häftlingen des Lagers, in Isolationshaft gehalten.
Am 22. März 1934 wurde Röhrbein erneut ins Gefängnis Stadelheim gebracht, wo er bis zum 30. Juni 1934 verblieb.

### Ermordung
Am Abend des 30. Juni 1934 wurde Röhrbein von Beamten der Bayerischen Politischen Polizei aufgrund eines aus Berlin kommenden Befehls im Gefängnis Stadelheim abgeholt. Anschließend fuhr der Wagen, in den man ihn verfrachtete, zum Polizeigefängnis in der Münchener Ettstraße. Dort wurde der dort als Gefangener einsitzende Journalist Fritz Gerlich abgeholt. Die Beamten transportierten Röhrbein und Gerlich anschließend ins KZ Dachau. Dort wurden sie zum Schießplatz des Lagers geführt, nebeneinander vor einem Kieshaufen aufgestellt und – bestrahlt von Scheinwerferlicht – in Anwesenheit des Lagerkommandanten Theodor Eicke und zahlreicher SS-Leute von einem SS-Peloton, das von dem Sturmführer Wilhelm Breimaier oder dem SS-Sturmführer Alois Obermeier kommandiert wurde, erschossen. Der Wachmann Johann Streinbrenner beobachtete, dass während Gerlich sich in völliger Ruhe an den Erschießungsplatz stellte, Röhrbein "noch ziemlich aufgeregt" mit dem Lagerkommandanten Eicke zu verhandeln versucht habe.
Die Exekution der beiden wurde von einer Anzahl stark angetrunkener SS-Leute, die ihr beiwohnten, mit Johlen begleitet.
Die offizielle Sterbeurkunde des Standesamtes Prittlbach gab als Todeszeitpunkt 3.00 Uhr morgens an. Es bleibt unklar, ob seine Erschießung aufgrund eines aus Berlin kommenden Befehls erfolgte oder ob es sich dabei um eine eigenmächtige Handlung der Lagerleitung um Theodor Eicke handelte.
In seinem Testament vom 20. Januar 1934 setzte Röhrbein den Studenten Herbert Schade und das Berliner Schillergymnasium als seine Erben ein. Nachdem das Gymnasium den Antritt des Erbes ausgeschlagen hatte, ging Röhrbeins Nachlass 1937 alleine auf Schade über. Zuvor kam es zu einem langwierigen Rechtsstreit, in dem Röhrbeins Testament von dritter Seite als sittenwidrig angefochten wurde. Röhrbein habe Schade auf Grund homosexueller Beziehungen, die damals gemäß Paragraph 175 des StGB illegal waren, als Erbe eingesetzt. Das Landgericht Berlin wies dieses Argument schließlich zurück.
Hans Rudolf Wahl charakterisiert Röhrbein als Exponenten einer Gruppe „rechtsradikaler Führer“, die „heute im Dunkel der Geschichte fast schon verschwunden“ seien, die aber durch ihr Wirken in den 1920er Jahren in maßgeblicher Weise die Voraussetzung für den Aufstieg der Nationalsozialisten zur Herrschaft geschaffen hätten.

## Nachlass
Einige Nachlassakten zu Röhrbein werden im Landesarchiv Berlin verwahrt (Landesarchiv Berlin: A Rep. 342, Nr. 17757, 18910 und 20243), zur Haft in der Strafanstalt Moabit siehe LAB A Rep. 366.